# Kepler-52b
Kepler-52b es uno de los al menos tres planetas extrasolares que orbitan la estrella Kepler-52, situada en la constelación del Cisne. Fue descubierta por el método de tránsito astronómico en el año 2012.